# Karl Decker
Karl Decker foi um general alemão, comandante de diversas unidades Panzer. Nasceu em Borntin na Pomerânia em 30 de Novembro de 1897, cometeu suicídio em Gross-Brunsrode (Braunschweig) em 21 de Abril de 1945.

## Biografia
Karl Decker foi um oficial cadete em 1914 e passou para Leutnant em 1915. Durante o período de entre guerras, ele serviu em várias unidades de cavalaria. Tinha a patente de Oberstleutnant quando a guerra foi declarada e veio a assumir o comando do Pz.Abw.Abt. 38.
No ano seguinte estava no comando da  l./Pz. Rgt. 3 e após Pz. Rgt. 3 (15 de Maio de 1941). Promovido para Oberst em 1 de Fevereiro de 1942, teve uma ascensão rápida pelas patentes posteriores que alcançou: com a promoção para Generalmajor em 1 de Dezembro de 1943, Generalleutnant em 1 de Junho de 1944 e General der Panzertruppe em 27 de Dezembro de 1944.
Durante este período, assumiu o comando de diversas unidades blindadas: Pz.Rgt. 35 (18 de Janeiro de 1943), 21. Pz.Brig. (20 de Junho de 1943), 5ª Divisão Panzer (7 de Setembro de 1943), XXXIX Corpo Panzer (16 de Outubro de 1944).
Karl Decker cometeu suicídio em Gross- Brunsrode (Braunschweig) em 21 de Abril de 1945.

## Condecorações
Foi condecorado com a Cruz de Cavaleiro da Cruz de Ferro (13 de Junho de 1941), Com Folhas de Carvalho (4 de Maio de 1944, n° 466) e Espadas (26 de Abril de 1945, n° 149) e a Cruz Germânica em Ouro (1 de Agosto de 1942).